# Clara de Jong
Clara de Jong (Parijs 23 maart 1928 – Amsterdam, 31 mei 2005) was een Nederlands kunstenares.
Ze was dochter van de Joodse Elise Frederika van Biema en kunstschilder Germ de Jong (Gerben). Ze trouwde met kunstenaar Harry Visser.
Het gezin De Jong keerde omstreeks 1932 terug naar Amsterdam. De crisisjaren nam het gezin vrijwel direct in haar grip, haar ouders scheidden toen al vrij snel (1936), moeder en vier kinderen konden nog doorleven van een familietoelage. In de latere dertig ving het gezin bovendien uit Duitsland gevluchte Joden op, maar ook voormalige strijders uit de Spaanse Burgeroorlog. Moeder had ook soms onderduikers tijdens Tweede Wereldoorlog, werd verraden, opgepakt, vrijgelaten, weer opgepakt  en gevangen gezet in het Huis van Bewaring II. De kinderen werden daarop over familie en kennissen verdeeld. Moeder werd gedeporteerd naar Kamp Westerbork en later naar Auschwitz, waar ze werd omgebracht; haar naam staat op het Holocaust Namenmonument. Clara groeide verder op in pleeggezinnen. Voor wat betreft de Tweede Wereldoorlog herinnerde ze zich in 1971 bij een interview, de kou, de tochten in de Hongerwinter en fusillade van oudere leerlingen van haar school. Gedurende haar jeugd werd ze geplaagd door een aandoening in haar benen, waardoor ze nauwelijks kon lopen.
Ze doorliep in Amsterdam de lagere school en genoot vervolgonderwijs aan het Montessori Lyceum Amsterdam (MMS). Aan die laatste school zat ze in de vrije uren te tekenen en dat viel leraar Piet Klaassen op. Na die oorlog en opleiding begon ze aan een opleiding aan de kunstnijverheidsschool te Amsterdam. In datzelfde interview gaf ze aan dat dat wellicht een logische keus was, maar praktisch liep het niet. Ze vond de opleiding te strak, na een mislukt examenproject (wikkel voor een chocoladereep) zag ze verdere studie daar niet zitten en ging van die opleiding af. Via de normaalschool wist ze door een toelatingsexamen toch door te dringen tot de Rijksakademie van beeldende kunsten, die hield tot de stelregel aan dat je niet mocht leren als je al getrouwd was. Al snel kwamen er ook kinderen, maar De Jong wilde blijven werken en studeerde en werkte bij Gerrit van 't Net en Karel Andrea aan de Haagse Vrijde Academie en deed verder een opleiding aan de avondakademie. Eind jaren vijftig kreeg ze haar eerste exposities, eerst in kleine zaaltjes/aangelegenheden, maar al snel toch ook in Amsterdam (Spiegelstraat). Ze werd lid van Arti et Amicitiae als ook de Aquarelistenkring. In 1971 won ze de Jeanne Oosting Prijs. Van 1982 tot 1985 was ze werkzaam aan een serie van negentien tekeningen en zestien schilderijen, waarin ze terugblikte op de Tweede Wereldoorlog. Ze putte daarbij uit eigen ervaringen en verdiepte zich er verder in bij het NIOD, ook de dagboeken van Etty Hillesum inspireerden haar. De serie werd tentoongesteld in het Amsterdams Historisch Museum onder de titel Deportatie. Later volgden onder de titel In de nacht verloren dezelfde exposities in Leeuwarden en Oost-Berlijn, daarna Leipzig en Dresden; in 1991 was de expositie weer in Amsterdam te zien.    
Die oorlog leidde tot of versterkte haar maatschappelijke betrokkenheid, zoals bij de ANJV, de OPSJ (Organisatie van Progressieve Studerende Jeugd), Beeldende Kunstenaars Regeling (BKR) en Beroepsvereniging van Beeldende Kunstenaars (BBK), waarvoor ook haar echtgenoot actief was  
Als een van haar belangrijkste werken duidde ze een portret van Esther Muller-Van West, een gemeenteraadslid van Amsterdam namens Communistische Partij Nederland met wie zij tevens gesprekken voerde over haar leven tijdens de oorlog, etc.
In 1994 maakte Kees Hin de documentaire De zon heeft alles gezien over haar leven.